# Indywidualne Mistrzostwa Szwecji na Żużlu 1961
Indywidualne Mistrzostwa Szwecji na Żużlu 1961 – cykl turniejów żużlowych, mających wyłonić najlepszych żużlowców szwedzkich. Tytuł wywalczył Björn Knutsson (Vargarna Norrköping). 

## Finał
- Sztokholm, 22 września 1961

| Msc. | Zawodnik               | Klub                 | Pkt |  |  |
| ---- | ---------------------- | -------------------- | --- |  |  |
| 1    | Björn Knutsson         | Vargarna Norrköping  | 15  |  |  |
| 2    | Leif Larsson           | Monarkerna Sztokholm | 13  |  |  |
| 3    | Rune Sörmander         | Dackarna Målilla     | 12  |  |  |
| 4    | Ove Fundin             | Kaparna Göteborg     | 11  |  |  |
| 5    | Per Tage Svensson      | Vargarna Norrköping  | 10  |  |  |
| 6    | Evert Andersson        | Dackarna Målilla     | 10  |  |  |
| 7    | Bernt Nilsson          | Monarkerna Sztokholm | 8   |  |  |
| 8    | Hans Hallberg          | Getingarna Sztokholm | 8   |  |  |
| 9    | Curt Eldh              | Vargarna Norrköping  | 7   |  |  |
| 10   | Arne Carlsson          | Kaparna Göteborg     | 7   |  |  |
| 11   | Sören Sjösten          | Vargarna Norrköping  | 6   |  |  |
| 12   | Joel Jansson           | Vargarna Norrköping  | 5   |  |  |
| 13   | Bengt Brannefors       | Kaparna Göteborg     | 3   |  |  |
| 14   | Åke Andersson          | Dackarna Målilla     | 2   |  |  |
| 15   | Inge Gustavsson        | Dackarna Målilla     | 2   |  |  |
| 16   | Göran Norlén           | Monarkerna Sztokholm | 1   |  |  |
|      | rez. Thorvald Karlsson | Dackarna Målilla     | 0   |  |  |